# Oziorsk
Oziorsk (în rusă Озёрск) este un oraș din regiunea Celiabinsk, Federația Rusă, cu o populație de 83.600 locuitori.
În anul 2016, orașul a făcut obiectul unui film documentar numit „City 40”.